# Дмитрук, Клим Евгеньевич
Кли́м Евге́ньевич Дмитру́к (Евста́фий Га́льский) (1925, Артёмовск — 2008) — советский и украинский историк, автор многочисленных книг о бандеровском подполье и униатской церкви. Доктор исторических наук. Один из авторов «Атеистического словаря».

## Биография
Родился около 1925 года в Каменке-Струмиловской. В 1941 его отец, советский пограничник, погиб в бою с немцами.
С 1944 года работал в органах государственной безопасности, участвовал в борьбе с бандеровским подпольем в Западной Украине. Позже вёл дела украинских диссидентов Юрия Шухевича (1958), Левка Лукьяненка (1960—1961), Михайла Осадчего (1965—1966), майор Львовского управления КГБ.
Затем переведён в центральный аппарат КГБ УССР (Киев), руководил 4-м (аналитическим) отделом в звании полковника, преподавал на Высших курсах КГБ в Киеве.
В 1970-е годы перешёл на научную работу, кандидат, затем доктор исторических наук.

## Научно-публицистическая деятельность
Автор ряда публикаций, разоблачавших подрывную деятельность бандеровского подполья и униатской церкви. В 1970-80-е годы его книги издавались огромными тиражами.
Основные историко-публицистические работы:
- «Безбатченки» («Безродные», 1972, 1974)
- «Свастика на сутанах» (1973)
- «Під штандартами реакції і фашизму» («Под флагами реакции и фашизма», 1976)
- «Кому служили і служать зрадники з так званої автокефалії» («Кому служили и служат изменники из так называемой автокефалии», 1977)
- «Приречені» («Обреченные», 1981)
- «В одній імперіалістичній упряжці» («В одной империалистической упряжке», 1982)
- «Жовто-блакитні банкроти» («Желто-голубые банкроты», 1982)
- «Правда історії і вигадки фальсифікаторів» («Правда истории и вымыслы фальсификаторов», 1985)

На русском языке вышли его книги «Свастика на сутанах» (1976); «С крестом и трезубцем» (1979, 1980); «Униатские крестоносцы» (1988).

## Литературная деятельность
В середине 1980-х годов написал приключенческий роман в трёх частях «Корниенко, капитан госбезопасности». В России роман впервые был издан в 2020 году.

## Награды
- лауреат премии имени Ярослава Галана

## Интересные факты
О нём как хорошем товарище вспомнил в своём интервью бывший председатель Службы безопасности Украины Л. В. Деркач. Согласно тексту, Дмитрук был жив ещё в 2008 году.
В изданной в 2020 году в России книге К. Дмитрука «Корниенко, капитан госбезопасности» указаны уточненные даты жизни автора: 1928—2008.
Доктор исторических наук, старший научный сотрудник Института украиноведения имени Ивана Крипякевича НАН Украины А. В. Боляновский высказал мнение, что «особый вклад к дело компрометации А. Шептицкого внёс другой полковник КГБ УССР — Климент Гальский, известный публицистически-пропагандистскими произведениями под псевдонимом „Клим Дмитрук“», а также утверждает, что под «именами и фамилиями „Владимир Добричев“, „Клим Дмитрук“ и „Д. Меньковецкий“ скрывался именно полковник КГБ УССР Гальский».

## Сочинения

### Книги
на русском языке
- Дмитрук К. Е. Свастика на сутанах / Авториз. пер. с укр. А. Андреева. — М.: Политиздат, 1976. — 192 с.
- Дмитрук К. Е. Свастика на сутанах : Подрывная деятельность укр. буржуаз. националистов и церков. иерарховв период Великой Отеч. войны. — Киев: Политиздат Украины, 1981. — 172 с.
- Дмитрук К. Е. Не имеющие Родины: Докум.-публицист. очерк об укр. буржуаз. националистах / Пер. с укр. — Киев: Дніпро, 1984. — 126 с.
- Дмитрук К. Е. Тайна отеля "Ост" : Повесть. — Киев: Политиздат Украины, 1986. — 263 с.
- Дмитрук К. Е. Униатские крестоносцы: вчера и сегодня: Греко-католич. церковь на землях Украины и Белоруссии. — М.: Политиздат, 1988. — 381 с. — ISBN 5-250-00221-8.
- Дмитрук К. Е. С крестом и трезубцем. — М.: Политиздат, 1979. — 224 с.

на других языках
- Дмитрук К. Є. Безбатченки. Правда про участь буржуазних націоналістів і церковних ієрархів у підготовці нападу фашистської Німеччини на СРСР. — Львів: Каменяр, 1972. — 223 с.
- Дмитрук К. Є. Безбатченки. Правда про участь буржуазних націоналістів і церковних ієрархів у підготовці нападу фашистської Німеччини на СРСР. — Львів: Каменяр, 1974. — 238 с.
- Дмитрук К. Є. Безбатченки. Правда про участь українських буржуазних націоналістів і церковних ієрархів у підготовці нападу фашистської Німеччини на СРСР. — Львів: Каменяр, 1974. — 250 с.
- Дмитрук К. Є. Під чорними сутанами. Правда про зв'язки ієрархії уніатської церкви з фашистськими загарбниками.. — Киев, 1975. — 48 с.
- Дмитрук К. Є. Під штандартами реакції і фашизму. Крах антинародної діяльності уніатської та автокефальної церков. — Киев: Наукова думка, 1976. — 383 с.
- Дмитрук К. Є. Кому служили і служать зрадники з так званої автокефалії. — Киев: Політвидав, 1977. — 46 с.
- Dmytruk K.  E. In holy robes: (The truth about the contacts between the hierarchy of the uniate church and the nazi aggressors). — Kiev: Ukraina soc, 1978. — 94 p.
- Дмитрук К. Є. Безбатченки : Документально-публіцистичний нарис. — Київ: Дніпро, 1980. — 317 с.
- Дмитрук К. Є. Приречені: Буржуазні націоналісти та уніатські провокатори на послугах фашизму та імперіалістичної реакці. — Львів: Каменяр, 1981. — 327 с.
- Дмитрук К. Є. Свастика на сутанах. — Киев: Політвидав, 1973. — 344 с.
- Дмитрук К. Є. Жовто-блакитні банкроти : Документальні нариси, памфлети, публіцистичні статті. — Київ: Дніпро, 1982. — 397 с.
- Дмитрук К. Є. В одній імперіалістичній упряжці: Антинародна суть так званого «союзу» українського буржуазного націоналізму і уніатства. — Киев: Т-во «Знання» УРСР, 1982. — 49 с.
- Дмитрук К. Є. Корнієнко, капітан держбезпеки: повість. — Киев: Дніпро, 1985. — 291 с.
- Дмитрук К. Є. Правда  історіїї  і   вигадки   фальсифікаторів. — 1985. — 48 с.

### Статьи
- Дмитрук К. Є. Уніатська церква на службі реакції // Український історичний журнал. — 1973. — № 12.
- Дмитрук К. Є. Гітлерівські провокатори на службі у нових хазяїв // Пост імені Ярослава Галана. — Львів: Каменяр, 1979.
- Дмитрук К. Є. Хто такі дивізійники? // Вісті з України. — 1979. — № 18, 21, 22.